# San Román de la Cuba
San Román de la Cuba is een gemeente in de Spaanse provincie Palencia in de regio Castilië en León met een oppervlakte van 18,03 km². San Román de la Cuba telt 68 inwoners (1 januari 2016).

## Demografische ontwikkeling
Bron: INE, 1857-2011: volkstellingen